# Friedrich Hustedt
Friedrich Hustedt, né en 1886 à Brême et mort le 1er avril 1968, est un botaniste et professeur allemand, essentiellement connu pour ses recherches et travaux sur la systématique et les diatomées,.

## Biographie
Il nait et grandit à Brême, en Allemagne. Il enseigne la botanique pendant 32 ans, et devient le professeur principal de l'école située dans la Hauffstraße, à Brême.
Hustedt continue ses travaux sur la systématique en tant que loisir, mais son importance dans la communauté scientifique grandit ; il quitte l'enseignement en 1939 pour se consacrer à ses recherches à plein-temps. Il classifie et réunit plus de 2 000 diatomées, ce qui fait de sa collection privée la plus grande au monde. Elle est hébergée à l’Institut Alfred-Wegener pour la recherche polaire et marine de Bremerhaven.